# Domme
Domme (in occitano: Doma) è un comune francese di 1 007 abitanti situato nel dipartimento della Dordogna nella regione della Nuova Aquitania.

## Società

### Evoluzione demografica
Abitanti censiti